# Rüdiger Stoye
Rüdiger Stoye (* 1938) ist ein deutscher Illustrator und Autor von Kinderbüchern.
Er studierte erst Kunstpädagogik, Illustrations- und Gebrauchsgrafik in Münster und danach freie Grafik in Hamburg. Anschließend arbeitete er als Professor für Illustration am Fachbereich Gestaltung an der Hochschule für Angewandte Wissenschaften Hamburg und prägte hier Generationen von Kinderbuchillustratoren.

## Werke
- Klicks, der Klecks (1967)
- Tilde Michels: Kleiner König Kalle Wirsch, Illustrationen (1969)
- Der Wal im Wasserturm (1971) – Neuausgabe 2008
- Der Dieb XY (1972)
- In der Dachkammer brennt noch Licht (1973)
- Herr Mick, Herr Möck und Herr Moll (1975); Spanisch: Señor Mik, Señor Mak, Señor Muk
- Wie der Hund Putzi seinem Herrchen in den Hintern biss (1975)
- Der Anführer (1979)